# 네벨

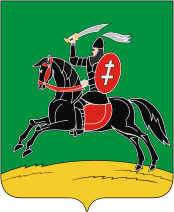
시 문장

네벨(러시아어: Не́вель)은 러시아 프스코프주 남부에 위치한 도시로, 인구는 18,545명(2002년 기준)이다. 프스코프(프스코프 주의 주도)에서 남동쪽으로 242km 정도 떨어진 곳에 위치한다.
1503년 이반 4세가 건설했으며 리보니아 전쟁 이후에 폴란드-리투아니아 연방의 영토가 되었다. 1772년 러시아 제국에 편입되면서 시로 승격되었다.

## 인구
| 연도 | 인구   | ±%      |
| ---- | ------ | ------- |
| 1897 | 9,349  | —       |
| 1989 | 22,472 | +140.4% |
| 2002 | 18,545 | −17.5%  |
| 2010 | 16,324 | −12.0%  |